# نيكولاس بايارد
نيكولاس بايارد هو سياسي أمريكي، ولد في 1644 في ألفن آن دن راين في هولندا، وتوفي في 1707. انتخب عمدة مدينة نيويورك (1685 – 1686).